# Фред (ураган, 2009)
Ураган «Фред» (англ. Hurricane Fred) — один із найбільш східних ураганів у Північноатлантичному басейні в епоху супутників, сьомий за рахунком тропічний циклон у сезоні атлантичних ураганів 2009 року.
У сезоні 2009 року Ураган Фред став одним із найбільш близько розташованих до африканського континенту циклонів. Утворений 7 вересня біля островів Кабо-Верде із сильної тропічної хвилі теплого повітря, циклон пережив помірну серію зсувів вітру і наступного дня сформував добре організований центр бурі та чітко виражену спіраль обертання повітряних мас. 8 вересня циклон продовжував швидко набирати силу, досягнувши вночі з 8 на 9 вересня статусу урагану третьої категорії за шкалою класифікації ураганів Саффіра-Сімпсона та маючи пікові параметри постійної швидкості вітру в 195 км/год та атмосферного тиску в центрі 958 hPa. Незабаром після досягнення піку інтенсивності сила урагану пішла на спад у міру серії зсувів вітрів, що розвивається, і вступу урагану в зону сухого повітря, що заважало подальшому розвитку його конвективної системи.
Протягом 10 вересня Фред перебував у статусі урагану другої категорії і до кінця доби перейшов у першу категорію, постійна швидкість вітру при цьому знизилася до 150 км/год. Подальше ослаблення урагану тривало і протягом наступної доби 11 вересня, внаслідок чого конвективна система урагану була практично повністю дезорганізована. У ніч на 12 вересня Фред перейшов до категорії тропічного шторму за шкалою класифікації ураганів Саффіра-Сімпсона, втративши майже всю конвективну систему навколо свого колишнього центру обертання. Цього ж дня Національний центр прогнозування ураганів СШАв черговому метеозведення констатував розформування тропічного шторму в звичайну область низького тиску. До ослаблення шторму в тропічну депресію Фред пройшовся помірними дощами південними островами Кабо-Верде, не викликавши особливих руйнувань, паводків чи зсувів. Залишки циклону зберігалися протягом усього наступного тижня, переміщаючись на північний-захід через весь Атлантичний океан, і остаточно розсіялися 19 вересня на підході до акваторії Карибського моря.

## Метеорологічна історія

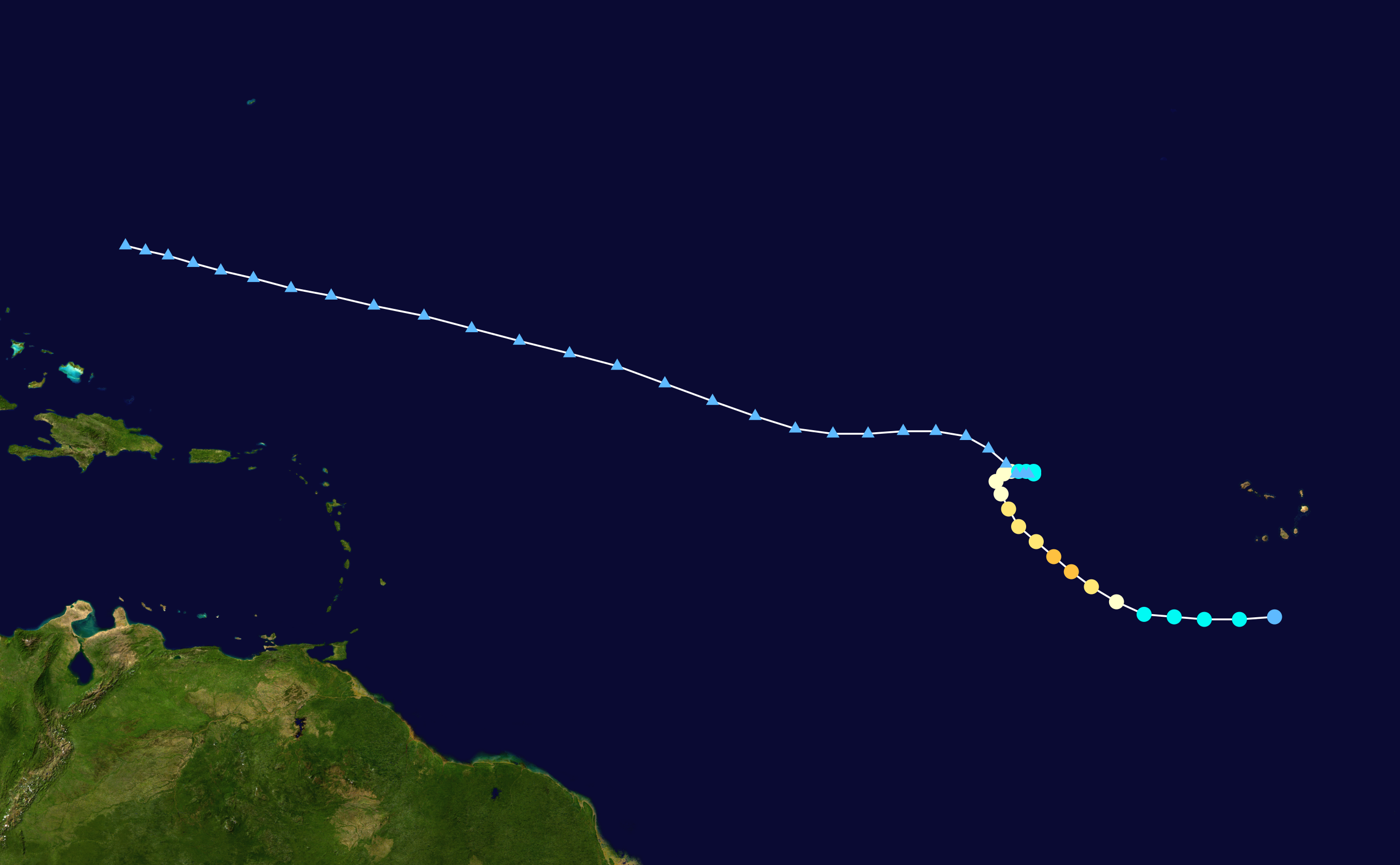
Траєкторія руху Урагану Фред

6 вересня 2009 року від західного узбережжя Африки у західному напрямку почала рухатися тропічна хвиля теплого повітря. Метеоумови та синоптичні параметри довкілля цілком сприяли до утворення тропічного циклону, що й відбулося наступного дня на південь від островів Кабо-Верде . Оскільки циклон знаходився на самому початку свого розвитку, сильних дощів і поривчастого вітру на островах у цей період не було зареєстровано. До цього часу метеорологи Національного центру прогнозування ураганів США (NHC) випустили перше метеозведення про цей циклон, що містило прогноз на подальше посилення циклону до статусу тропічної депресії протягом найближчих 24 годин. При проходженні поблизу островів Кабо-Верде широкий фронт області низького тиску, що прямує за тропічною хвилею теплого повітря, посилився до рівня тропічної депресії за шкалою класифікації ураганів Саффіра-Сімпсона, що стала сьомою в сезоні атлантичних ураганів 2009 року . До цього часу циклон знаходився приблизно за 260 кілометрів на південь від найпівденнішого острова Кабо-Верде.
У метеозведення NHC синоптики відзначали деякі проблеми у визначенні центру обертання тропічної депресії, а також констатували переміщення центру циркуляції повітряних мас з низького в середнє положення в атмосферній освіті. Цього ж дня депресія змінила вектор свого руху на північний захід, обминаючи південний кордон області дії Азорського антициклону. Через кілька годин після першого метеозведення Національний центр прогнозування ураганів США підвищив статус тропічної депресії до рівня тропічного штору, надавши йому наступне ім'я Фред у списку імен, призначених для штормів сезону атлантичних ураганів 2009 року. Конвективна система шторму продовжувала посилюватися по периферії атмосферної освіти, при цьому практично над центром шторму виникла область сильної грозової активності, сам центр обертання став яскраво вираженим із чітко позначеними областями сильного відтоку повітряних мас за кордоном самого шторму.

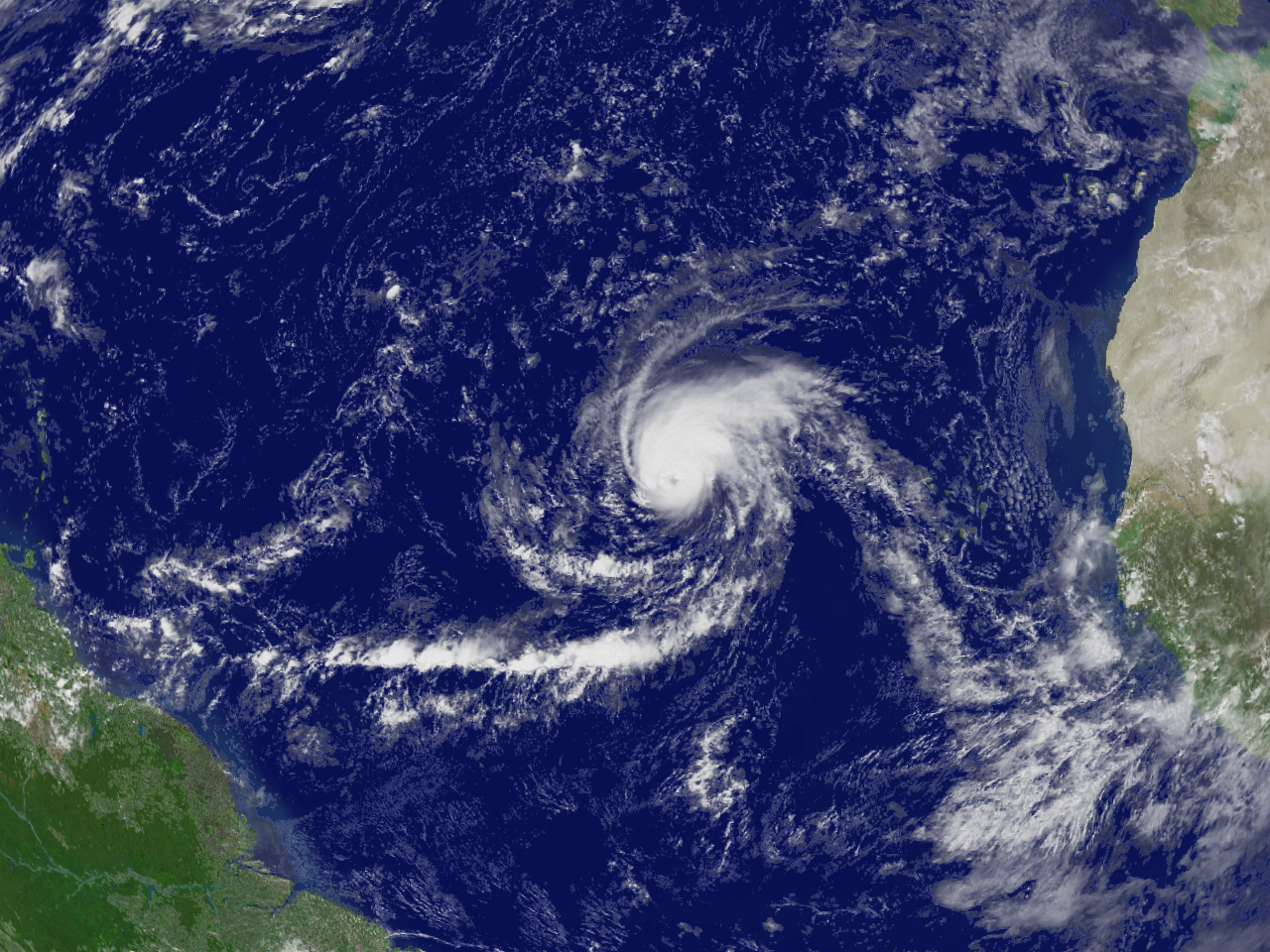
Ураган Фред перед своїм послабленням, 10 вересня 2009 року

У другій половині дня 8 вересня в центрі циркуляції шторму почало формуватися так зване око бурі, після чого тропічний шторм посилився до урагану першої категорії з постійною швидкістю вітру, що склала 120 км/год. На ранок наступної доби супутникові знімки показали, що Ураган Фред за ніч зазнав деяких змін у своїй конвективній системі і посилився до урагану другої категорії, причинами такого швидкого посилення урагану стало формування 19-кілометрового ока бурі, низького зсуву вітру і високої температури морської поверхні. Посилення урагану тривало кілька годин, закінчившись досягненням атмосферної стихії третьої категорії за шкалою класифікації ураганів Саффіра-Сімпсона при постійній швидкості вітру в 195 км/ч і атмосферному тиску в 958 миллибар (718,56 міліметрів ртутного стовпа). За даними параметрами Ураган Фред став другим найсильнішим тропічним циклоном у всьому сезоні атлантичних ураганів 2009.
Через кілька годин після досягнення піку інтенсивності ураган Фред став слабшати в міру того, як його око бурі почало заповнюватися високою хмарністю. На той час ураган вдруге змінив свій напрям на північний захід, обминаючи область постійного антициклону в Атлантичному океані. Зниженню інтенсивності урагану сприяли і зрушення вітру, що збільшилися, разом з сухим повітрям, що вносили серйозний внесок у дезорганізацію конвективної системи в південній частині атмосферної зони. Спіраль урагану поступово почала розтягуватися у напрямку північного сходу у відповідь на зрушення вітру, що виникали в його південно-західній частині і на ранок 10 вересня основний центр циркуляції повітряних мас розійшовся з основним центром низького тиску стихії. 11 вересня Національний центр прогнозування ураганів США в черговий раз знизив статус циклону до рівня тропічного шторму, а 12 вересня постійні зрушення вітру та сухий повітряний фронт остаточно взяли гору над структурою циклону, розваливши його конвективну систему та область спірального обертання. Протягом доби 12 вересня тропічний шторм виродився в тропічну депресію і потім у звичайну область низького тиску відповідно до метеорологічними даними Національного центру прогнозування ураганів США.
Незважаючи на украй несприятливі умови для утворення та подальшого розвитку конвективних систем повітряних мас, 13 вересня фахівці NHC заявили про можливу реорганізацію структури тропічного циклону з можливістю його регенерації аж до урагану першої категорії. 15 вересня NHC випустив зведення із зазначенням зникнення несприятливих факторів та високим ступенем ймовірності реконструкції області низького тиску в спіраль обертання циклону. 16 вересня обертання дезорганізованих повітряних мас колишнього урагану стало менш вираженим, зберігалися лише невеликі конвективні потоки, що повільно рухалися в західному напрямку. На ранок доби 17 вересня залишки циклону майже повністю розсіялися над Атлантикою, однак через кілька годин виникла нова область низького тиску на відстані приблизно 845 кілометрів на південь від Бермудських островів. Конвективні потоки, пов'язані з колишнім ураганом Фред остаточно розвіялися 19 вересня 2009 на відстані 835 кілометрів на південний захід від Бермудських островів.

## Наслідки і історична ретроспектива
За останні 158 років ретельного вивчення ураганів Атлантичного океану ураган Фред став лише третім ураганом після Безіменного урагану 1926 року і урагану Френсіс 1980 року, що досяг рівня урагану третьої категорії на схід від 35-го меридіана західної довготи. Ураган Френсіс досяг піку інтенсивності південніше і східніше, ніж два інших урагани, проте Фред став найсильнішим з них за показниками постійної швидкості вітру, що досягла стихії 195 км/год, і атмосферного тиску, що становив 718 міліметрів ртутного стовпа. Фахівцями Національного центру прогнозування ураганів США також було відзначено, що внаслідок абсолютно незвичайного розташування урагану в піку його інтенсивності, можливо, аж до 1960 року залишалися непоміченими аналогічні урагани в Атлантиці, оскільки до цього часу не було можливості отримувати метеорологічні знімки з земної орбіти.
Через кілька годин після реєстрації циклону в категорії тропічної депресії Фред шляхом свого руху зачепив південні острови Кабо-Верде. Постійна швидкість вітру при цьому досягла 35 км/год, а опадів випало лише 2,5 міліметра.